# Imagismus

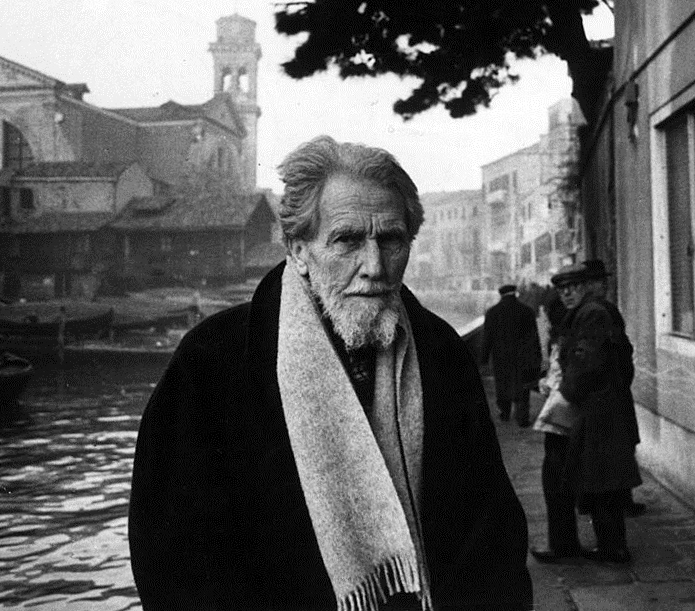
Repatriovaný americký básník Ezra Pound sestavil první výbor z díla jedenácti básníků imagistů v první antologii Des Imagistes (1914). (Foto z roku 1963.)

Imagismus bylo hnutí angloamerické poezie z počátku 20. století, které upřednostňovalo přesnost zobrazování a jasný, ostrý jazyk. Bylo popisováno jako nejvlivnější hnutí v anglické poezii od prerafaelitů. Jeho poetický styl ovlivnil literární modernismus na počátku 20. století a je považován za první organizované modernistické literární hnutí v anglickém jazyce. Imagismus je někdy považován spíše za řadu tvůrčích okamžiků než za nepřetržité nebo trvalé období vývoje. Podle francouzského kritika Reného Taupina je přesnější nepovažovat imagismus za doktrínu, ani za poetickou školu, ale spíš za sdružení několika básníků, kteří se v určité době shodli na několika málo zásadních principech.
Imagisté odmítali sentiment a diskurzivnost typické pro romantickou a viktoriánskou poezii, na rozdíl od jejich současníků, georgiánských básníků, kteří se obecně spokojili s touto literární tradicí. Požadovali návrat ke klasickým hodnotám, jako je přímočará prezentace a ekonomika jazyka a ochota experimentovat s netradičními formami veršů. Používali volné verše. Charakteristickým rysem imagismu je pokus izolovat jediný obraz tak, aby byla odhalena jeho podstata. Tento rys odrážel současný vývoj avantgardního umění, zejména kubismu. Ačkoli hnutí izoluje objekty pomocí toho, co Ezra Pound nazval luminous details (osvětlené detaily), ideální metoda Poundova porovnávání konkrétních instancí k vyjádření abstrakce je podobná způsobu kubismu, který syntetizuje několik pohledů do jednoho obrazu.
Publikace imagistických básníků vydávané v letech 1914 až 1917 obsahovaly díla mnoha nejvýznamnějších modernistických osobností v poezii a dalších oblastech, včetně Ezry Pounda, H. D. (Hildy Doolittle), Forda Madoxe Forda, Williama Carlose Williamse, Franka Stuarta Flinta a Thomase Ernesta Hulmeho. Imagisté byli soustředěni v Londýně, mezi členy hnutí byli básníci z Velké Británie, Irska a Spojených států. Neobvyklá byla mezi významnými osobnostmi imagistů řada spisovatelek.

## Preimagismus

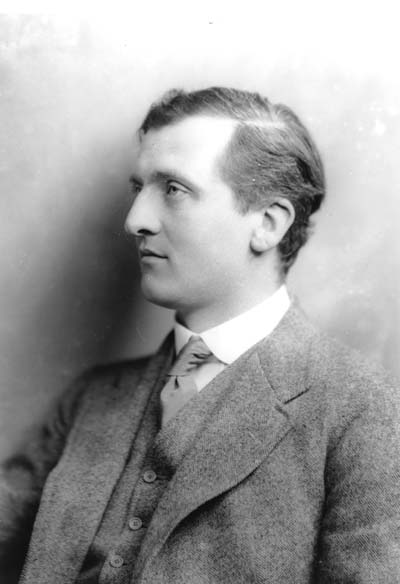
Thomas Ernest Hulme, 1912

Známí básníci Edwardovského období z konce devatenáctého století jako byli Alfred Austin, Stephen Phillips a William Watson byli zastíněni poezií Alfreda Tennysona a vytvářeli slabou imitaci poezie viktoriánské éry. V tomto stylu psali až do počátku 20. století. Se začátkem nového století zůstával stále Alfred Austin držitelem titulu Poet Laureate a zůstal jím až do roku 1913. V prvním desetiletí 20. století měla tato poezie stále mnoho příznivců, v té době byly publikována díla Thomase Hardyho The Dynasts, posmrtně byly vydané básně Christiny Rossetti Poetical Works, díla Ernesta Dowsona Poems, George Mereditha Last Poems, Roberta W. Service Ballads of a Cheechako a Johna Masefielda Ballads and Poems. Budoucí nositel Nobelovy ceny William Butler Yeats věnoval velkou část své energie divadlu Abbey Theatre (tedy irského národního divadla) v Dublinu. V této době se Yeats relativně málo věnoval psaní lyriky. V roce 1907 získal Nobelovu cenu za literaturu Rudyard Kipling.
Počátky imagismu lze nalézt také ve dvou básních, Autumn (Podzim) a A City Sunset (Západ slunce ve městě) od Thomase Ernesta Hulmeho, anglického kritika a básníka, který byl nazýván otec imagismu. Zveřejnil je v lednu 1909 londýnský básnický klub Poets' Club v antologii s názvem For Christmas MDCCCCVIII. Hulme byl studentem matematiky a filozofie; byl jedním ze zakladatelů klubu v roce 1908 a byl jeho prvním jednatelem. Zhruba na konci roku 1908 přednesl na jedné z klubových schůzí svoji přednášku o moderní poezii A Lecture on Modern Poetry. Alfred Richard Orage, britský intelektuál a vydavatel magazínu The New Age spolu s básníkem a kritikem Frankem Stuartem Flintem (zastáncem volného verše a moderní francouzské poezie) byl velmi kritický vůči klubu a jeho publikacím. V průběhu následujících debat se Hulme a Flint stali blízkými přáteli. V roce 1909 Hulme opustil Poets' Club a začal se setkávat s Flintem a dalšími básníky v nové skupině, kterou Hulme nazval Secession Club. Setkávali se v restauraci Eiffelova věž v londýnské čtvrti Soho. Diskutovali o plánech na reformu současné poezie prostřednictvím volných veršů japonské poezie waka a haiku a odstranění všech zbytečných slov z básní. Zájem o japonské verše může souviset s pozdním viktoriánským a edwardovským oživením zájmu o čínské umění tzv. Chinoiserie (evropská interpretace a napodobování čínských a východoasijských uměleckých tradic, jak v dekorativním umění, zahradním designu, architektuře, literatuře, divadle a hudbě. Počátek měl v 17. století, tento trend byl popularizován v 18. století rostoucím obchodem s Čínou a východní Asií) a japonismus. Tento termín je používán zejména s odkazem na japonský vliv na evropské umění a to obzvláště v impresionismu. Svědčí o tom také módní obliba japonských tisků významného sběratele japonského umění Williama Andersona, které v osmdesátých letech 19. století věnoval Britskému muzeu, úspěch divadelních představení dramat Nó, nebo popularita Gilbertovy a Sullivanovy operety Mikádo (1885), zasazené do japonského prostředí. Z mnoha zdrojů byly k dispozici přímé literární modely, včetně díla Fredericka Victora Dickinsona z roku 1866 Hyak nin is'shiu, or, Stanzas by a Century of Poets, Being Japanese Lyrical Odes a první anglická verze Ogura Hyakunin Isshu, překlad klasické japonské básnické antologie ze 13. století 100 Waka. Sadakichi Hartmann, umělecký kritik, básník a fotograf německo-japonského původu přeložil antologii začátkem 20. století do francouzštiny.
Americký básník Ezra Pound se s hnutím seznámil v dubnu 1909 a našel zde umělce, kteří mu byli názorově blízcí. Zejména jeho studie romantické literatury ho přivedly k obdivu kondenzovaného, přímého výrazu, který objevil mimo jiné ve spisech Arnauta Daniela, Danteho a Guida Cavalcanti. Například v sérii esejů z let 1911–12 I gather the limbs of Osiris psal Pound o Danielově větě pensar de lieis m'es resta (myšlenky na ni jsou mým odpočinkem) z kánonu En breu brizara'l temps braus: Nemůžete dostat prohlášení jednodušší než to, nebo jasnější, méně rétorické. Tato kritéria – přímočarost, jasnost a nedostatek rétoriky – měly být mezi vymezujícími vlastnostmi poezie hnutí imagistů. Prostřednictvím svého přátelství s Laurencem Binyonem se u Pounda již rozvinul zájem o japonské umění. Zkoumal tisky nišiki-e v Britském muzeu a brzy jej pohltilo studium příbuzných japonských veršů.
V článku z roku 1915 v časopise La France francouzský kritik Remy de Gourmont popsal imagisty jako potomky francouzských symbolistů. Pound zdůraznil tento vliv v dopise z roku 1928 francouzskému kritikovi a překladateli René Taupinovi. Poukázal na to, že Hulme zůstal symbolem tradice, a to přes Williama Butlera Yeatse, Arthura Symonse a Mallarmého Rhymers' Club. Taupin dospěl ve své studii z roku 1929 k závěru, že jakkoli existuje velká rozdílnost techniky a jazyka mezi obrazem imagistů a symboly symbolistů, rozdíl je pouze v přesnosti. V roce 1915 vydal Pounds poezii dalšího básníka z 18. století Lionela Johnsona. Ve svém úvodu napsal:
Nikdo nenapsal čistší imagismus než Johnson: Jasné ležely pole a zbledly do modrého vzduchu. Má krásu jako Čína.

## Rané publikace a vyhlášení cílů

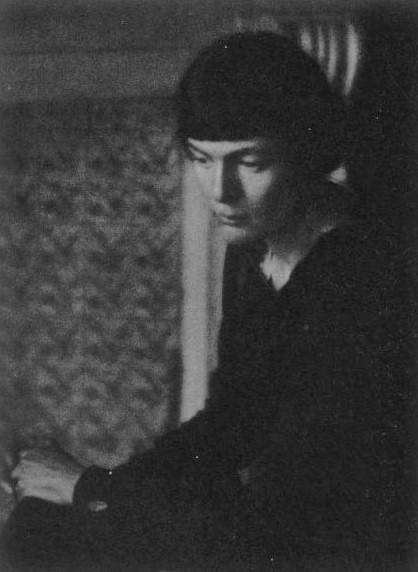
Hilda Doolittle (1886–1961), foto: 1917

V roce 1911 představil Pound dva další básníky ze skupiny, scházející se v Eiffel Tower v Soho: bývalou snoubenku Hildu Doolittle (která začala užívat podpis H. D.) a jejího budoucího manžela Richarda Aldingtona. Tito dva se zabývali rozborem řeckých poetických modelů, zejména děl básnířky Sapfó, což byl zájem, který s nimi Pound sdílel. Zhuštění výrazu, kterého bylo dosaženo na základě řeckého příkladu, doplnil proto-imagistický zájem o japonskou poezii. V roce 1912 během setkání s nimi v čajovně Britského muzea Pound nabídl H. D. a Aldingtonovi členství v hnutí Imagistes a H. D. dokonce připojila svůj podpis.
Když Harriet Monroe, americká vydavatelka, literární kritička a patronka umělců v roce 1911 zahájila vydávání časopisu o poezii, požádala Pounda o zahraniční příspěvek. V říjnu 1912 jí předal tři básně H. D. a Aldingtona do rubriky Imagismus, s poznámkou popisující Aldingtona jako jednoho z imagistů. Tato poznámka spolu s dodatkem (The Complete Works of TS Hulme) v Poundově knize Ripostes (1912) je považována za první veřejné použití názvu Imagiste (později poangličtěno na Imagist) v tisku.
Aldingtonovy básně Choricos, To a Greek Marble (Řeckému mramoru) a Au Vieux Jardin  (Ve staré zahradě) vyšly v listopadovém vydání časopisu Poetry a díla Hildy Doolittle Hermes of the Ways, Priapus a Epigram byla publikována v lednu 1913. Tím začal imagismus jako hnutí. V dubnovém vydání časopisu Poetry byl publikován text považovaný za „spouštěč imagismu“, Poundova báseň ve formě haiku: In a Station of the Metro:
| „ | The apparition of these faces in the crowd, Petals on a wet, black bough. | Zjevení těch tváří v davu, Okvětní lístky na mokré, černé větvi. | “ |

V březnu 1913 obsahoval Poetry text A Few Don'ts by an Imagiste (Imagistův seznam věcí co nedělat) a esej Imagisme, oboje napsané Poundem, druhá jmenovaná však byla připisována Flintovi a obsahovala toto stručné vyjádření pozice skupiny:
1. Přímé zacházení s věcí, ať už subjektivní nebo objektivní.
2. Nepoužívat absolutně žádné slovo, které nepřispívá k prezentaci.
3. Pokud jde o rytmus: skládat posloupnost slov jako hudební frázi, nikoliv v posloupnosti metronomu.

Poundova poznámka definovala básnický obraz jako to, co v daném okamžiku představuje intelektuální a emocionální komplex. Pound dále uvádí, že je lepší prezentovat jeden živý obraz, než produkovat rozsáhlé práce. Jeho seznam věcí co nedělat doplňoval jeho tři výroky v eseji Imagismus, přičemž varoval, že by neměly být považovány za dogma, ale za výsledek dlouhého rozjímání. Společně tyto dva texty obsahovaly program imagistů, a doporučení návratu k tomu, co považovali za nejlepší poetickou praxi minulosti. F. S. Flint to komentoval: Nikdy jsme netvrdili, že jsme vynalezli Měsíc. Nepředstíráme, že naše myšlenky jsou originální.
V předmluvě z roku 1916 k Some Imagist Poets píše, že imagismus neznamená pouze prezentaci obrazů, ale odkazuje také na způsob prezentace, nikoliv na jeho předmět.

## Des Imagistes

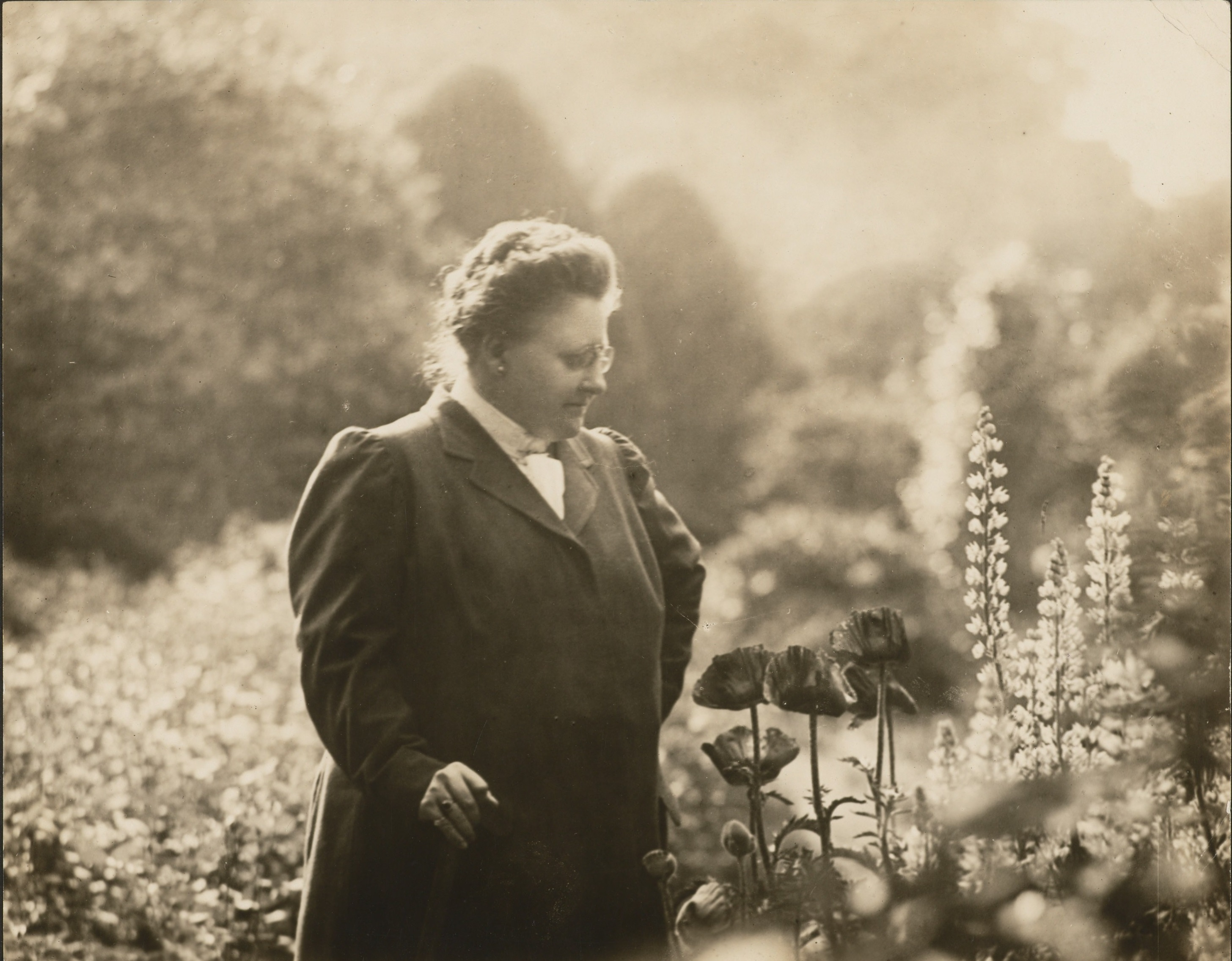
Amy Lowellová (1874–1925), autor fotografie: Bachrach Studios, asi 1916

Odhodlaný podpořit práci imagistů, zejména Aldingtona a H. Doolittle, rozhodl se Pound vydat antologii s názvem Des Imagistes. Poprvé byla publikována v malém literárním magazínu Alfreda Kreymborga The Glebe a později, v roce 1914 ji vydali Alfred a Charles Boni v New Yorku v literárním časopise The Glebe a v Londýně ji vydal Harold Monro ve svém Poetry Bookshop. Antologie se stala jednou z nejdůležitějších a nevlivnějších sbírek modernistických veršů v angličtině. Obsahovala 37 básní, z toho deset bylo od Aldingtona, sedm od H. D. a šest od Pounda. Zahrnovala také dílo anglického básníka Franka Stuarta Flinta a Skipwitha Cannella, pocházejícím z Filadelfie. Autorkou dalších básní uvedených v antologii byla americká básnířka Amy Lowellová z Brooklynu v Massachusetts, která získala v roce 1926 posmrtně Pulitzerovu cenu za poezii. Další byli William Carlos Williams, Jamese Joyce, anglický spisovatel, básník, kritik a editor Ford Madox Ford a George Allen Upward a John Cournos (rodné jméno Ivan Grigorievich Korshun). Do další významné antologie z roku 1963 Williama Pratta: Imagistic Poem: Moderní poezie v miniaturách byl zahrnut také americký básník Max Michelson.
Poundova redakční volba vycházela spíše z míry sympatií, které podle něj tito spisovatelé chovali k idejím imagismu než podle aktivní účasti ve skupině jako takové. Williams, který sídlil ve Spojených státech, se nezúčastnil žádné diskuse skupiny, scházející se v restauraci Eiffel Tower. Přesto on a Ezra Pound dlouhodobě sdíleli podobný pohled na otázku obnovy poezie. Ford byl přinejmenším částečně zařazen kvůli svému silnému vlivu na Pounda, protože mladší básník přešel ze svého dřívějšího stylu prerafaelismu, kterým byl ovlivněn, k tvrdšímu a modernějšímu způsobu psaní. Zahrnutí básně J. Joyce, I Hear an Army (Slyšel jsem armádu), která byla poslána Poundovi básníkem W. B. Yeatsem, získalo v dějinách literárního modernismu širší význam, neboť následná korespondence mezi nimi vedla po Poundově výzvě k napsání prvního románu Jamese Joyce Portrét umělce v jinošských letech, který vycházel v londýnském literárním časopise The Egoist. Joyceho báseň není psána ve volném verši, ale v rýmujících se čtyřverších. Nicméně to silně odráží Poundův zájem o básně psané pro zpěv za hudebního doprovodu, podobně jako díla trubadúrů nebo Guida Cavalcantiho. Publikace se nesetkala s velkým úspěchem a ani kritiky nebyly příliš lichotivé, částečně proto, že postrádala jakýkoliv úvod nebo komentář vysvětlující co chtějí básníci vyjádřit a množství výtisků bylo vráceno vydavateli.

## Někteří imagističtí básníci

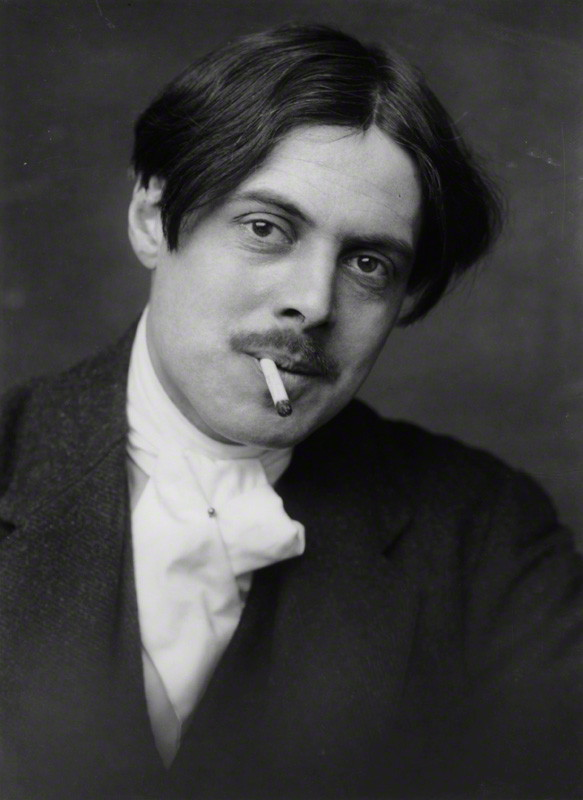
Wyndham Lewis (1882–1957), foto: George Charles Beresford, 1913

Následujícího roku došlo mezi Poundem a Flintem k vážné rozepři ohledně různé interpretace historie a cílů skupiny, která začala Flintovým článkem o historii imagismu, publikovaném v květnu 1915 v magazínu The Egoist. Flint se snažil prosadit zásadní přínos básníků skupiny scházející se v londýnské restauraci Eiffel Tower, zejména Edwarda Storera. Pound na druhé straně zastával názor, že helénskou tvrdost, kterou viděl jako hlavní kvalitu básní H. D. a Aldingtona mohl rozmělnit Storerův pudink. Pound již poté v historii imagistů nehrál žádnou další přímou roli. Pokračoval dále ve spolupráci s hnutím vorticismu, jehož byl spoluzakladatelem, spolu se svým přítelem, malířem a spisovatelem Wyndhamem Lewisem.
V té době se do Londýna přestěhovala americká imagistka Amy Lowellová, odhodlaná podporovat vlastní práci a práci ostatních básníků tohoto hnutí. Amy Lowellová byla bohatá dědička z Bostonu, jejíž bratr Abbott Lawrence Lowell byl prezidentem Harvardovy univerzity v letech 1909 až 1933. Milovala Johna Keatse a doutníky. Byla také nadšeným bojovníkem za tento literární experiment a byla ochotná použít své peníze k publikování veršů skupiny. Byla odhodlána změnit způsob výběru z Poundova autokratického postoje k demokratičtějšímu způsobu. Tato nová redakční politika byla uvedena v předmluvě k první antologii, která se objevila pod jejím vedením:V této nové knize jsme sledovali trochu odlišné uspořádání, než jaké bylo v naší minulé antologii. Namísto libovolného výběru redaktora se každý básník mohl nechat zastupovat tou prací, kterou on sám považoval za nejlepší, přičemž jedinou podmínkou bylo, že se práce v knize ještě neobjevila. Výsledkem byla řada imagistických antologií vycházejících pod názvem Some Imagist Poets. První z nich se objevila v roce 1915, naplánovaná a sestavená především H. D. a Aldingtonem. Dvě další, které vydala Amy Lowellová, vyšly v letech 1916 a 1917. Tyto tři svazky obsahovaly většinu originálních básníků plus amerického Johna Goulda Fletchera. Neobsahovaly ale básně Ezry Pounda, neboť ten se snažil přesvědčit Lowellovou, aby vypustila název Imagisté ze svých publikací. Sardonicky nazval tuto fázi imagismu amygismus.
Lowellová přesvědčila Davida Herberta Lawrence, aby přispěl svými básněmi do sborníků let 1915 a 1916, což z něj činí jediného spisovatele, který byl vydáván jako georgiánský básník a zároveň jako imagista. V té době se k této skupině připojila také americká moderní básnířka Marianne Moore. Avšak doba zuřící první světové války nebyla pro avantgardní literární hnutí příznivá (například Aldington strávil většinu této doby na frontě) a rok 1917 znamenal v podstatě konec imagismu jako hnutí.

## Imagisté po imagismu
V roce 1929 Walter Lowenfels (1897–1976), americký básník, novinář a člen komunistické strany USA, žertovně navrhl, aby Aldington vydal novou antologii imagistů. Aldington, nyní úspěšný spisovatel, se tohoto návrhu chopil a požádal o pomoc Forda a H. D. Výsledkem byla Aldingtonem editovaná Imagistic Anthology 1930, do které přispěli všichni umělci zahrnutí v předchozích čtyřech antologiích, s výjimkou Lowella, který zemřel, Cannella, který zmizel a Pounda, který odmítl. Vznik této antologie vyvolal kritickou diskusi o roli imagistů v dějinách poezie 20. století.
Z básníků, kteří byli publikováni v různých imagistických antologiích se Joyce, Lawrence a Aldington nyní primárně prezentují jako spisovatelé. Marianne Mooreová, která byla v podstatě okrajovým členem skupiny, si ponechala svůj jedinečný básnický styl, zachovávající imagistický důraz na kompresi jazyka. William Carlos Williams rozvinul svou poezii ve výrazně americkém stylu, se svou proměnlivou stopou a způsobem vyjadřování, o kterých tvrdil, že byly vzaty z úst polských matek. Pound a H. D. se vrátili k psaní dlouhých básní, ale uchovali si hodně z ostrého stylu jazyka jako imagistické dědictví. Většina ostatních členů skupiny byla z velké části zapomenuta a zůstali mimo kontext historie imagismu.

## Odkaz

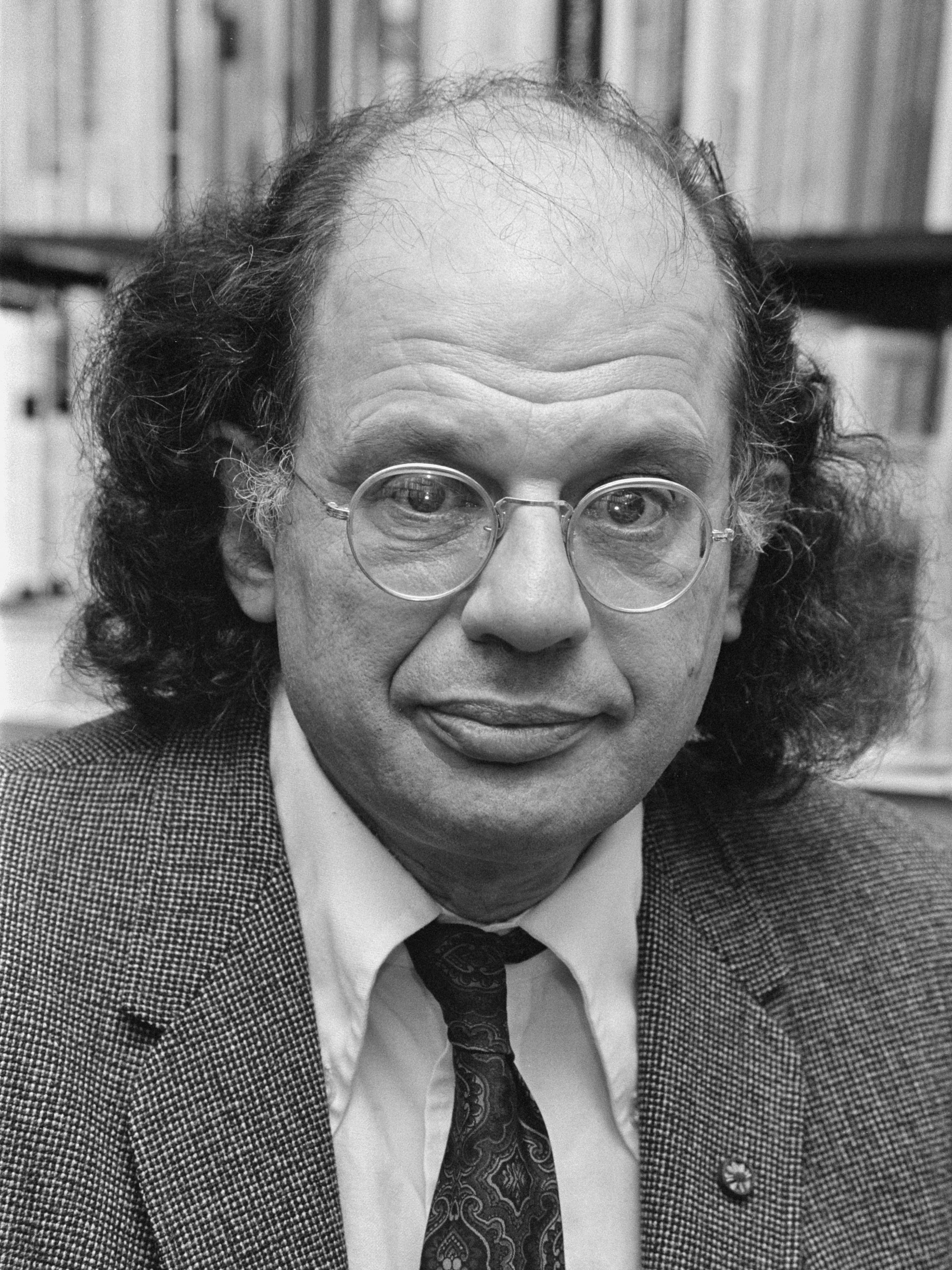
Allen Ginsberg (1926–1997), foto: 1979

Imagismus i přes své krátké trvání hluboce ovlivnil vývoj anglické modernistické poezie. Richard Aldington ve svých memoárech z roku 1941 píše: Myslím, že básně Ezry Pounda, H. D., Lawrence a Forda Madoxe Forda se budou číst i v budoucnu. Kromě toho práce T. S. Eliota a jeho následovníků stavěly na pozicích dobytých imagisty.
Na druhou stranu Wallace Stevens uvádí některé nedostatky v přístupu tohoto hnutí: Ne všechny objekty jsou stejné. Problémem imagismu bylo to, že to hnutí nepoznalo. S jeho žádostí o tvrdost, jasnost a přesnost a jeho naléhání na věrnost k vnějším okolnostem spolu s jeho odmítnutím irelevantních subjektivních emocí, imagismus měl pozdější demonstrovatelné účinky v T. S. Eliotových Preludes a v D. H. Lawrencově Morning at the Window. Imagistické odmítání konvenčních veršů dluží také mnoho georgiánskému stylu poezie.
Imagismus, který vytvořil volný verš jako disciplínu a legitimní poetickou podobu, ovlivnil řadu básnických kruhů a hnutí. Jeho vliv lze jasně vidět v díle objektivistických básníků, kteří se ocitli ve třicátých letech pod záštitou Pounda a Williama. Objektivisté pracovali hlavně ve volném verši. Zjevné spojení principů objektivismu s imagismem, uvádí americký básník Louis Zukofsky ve svém úvodu k Objectivist issue of Poetry z roku 1931: Zukofsky trval na tom, že: co je detail, nikoliv zmatek, vidění, myšlení o věcech tak, jak existují, a jejich nasměrování podél linie melodie. Měl velký vliv na Language poets Basil Bunting, další objektivista, byl klíčovou postavou v raném vývoji The British Poetry Revival, magazínu věnujícímu se obecně hnutí volného verše v Británii v šedesátých a sedmdesátých letech 20. století, které absorbovalo vliv renesančních básníků v San Francisku. Ve svém úvodu k Projective Verse v eseji z roku 1950 napsal Charles Olson, teoretik Black Mountain poets, což byla skupina amerických avantgardních nebo postmoderních básníků střední poloviny 20. století soustředěných na Black Mountain College v Severní Karolíně: JEDEN VJEM MUSÍ BEZPROSTŘEDNĚ A PŘÍMO VÉST K DALŠÍMU VJEMU. Jeho krédo se odvozovalo od imagismu a doplňovalo jej.
Generaci básníků tzv. Beat generation jako byli například Gary Snyder a Allen Ginsberg a mnoho dalších ovlivnili imagisté a jejich důraz kladený na poezii čínskou a japonskou. William Carlos Williams byl další, kdo měl silný vliv na tyto básníky. Povzbuzoval umělce jako byl americký básník Lew Welch a napsal úvod pro Ginsbergovo vydání sbírky Howl and Other Poems z roku 1955 věnované americkému spisovateli Carlu Solomonovi (1928–1993).